# Tragwein
Tragwein település Ausztriában, Felső-Ausztria tartományban, a Freistadti járásban, területe 39,5 km².

## Fekvése
Tengerszint feletti magassága 491 méter. Tragwein Gutau, Bad Zell, Allerheiligen im Mühlkreis, Schwertberg, Ried in der Riedmark és Pregarten településekkel határos.

## Népesség
Lakosainak száma 3082 fő (2018. január 1.).